# Таромсара (Амлаш)
Таромсара (перс. طارمسرا) — село в Ірані, у дегестані Шабхус-Лат, у бахші Ранкух, шагрестані Амлаш остану Ґілян. За даними перепису 2006 року, його населення становило 16 осіб, що проживали у складі 6 сімей.

## Клімат
Середня річна температура становить 12,89°C, середня максимальна – 26,56°C, а середня мінімальна – -1,48°C. Середня річна кількість опадів – 718 мм.
| Клімат поселення                              | Клімат поселення | Клімат поселення | Клімат поселення | Клімат поселення | Клімат поселення | Клімат поселення | Клімат поселення | Клімат поселення | Клімат поселення | Клімат поселення | Клімат поселення | Клімат поселення | Клімат поселення |
| Показник                                      | Січ.             | Лют.             | Бер.             | Квіт.            | Трав.            | Черв.            | Лип.             | Серп.            | Вер.             | Жовт.            | Лист.            | Груд.            |                  |
| Середній максимум, °C                         | 10,12            | 9,18             | 10,30            | 15,61            | 20,58            | 25,14            | 26,56            | 26,36            | 22,38            | 19,16            | 14,25            | 10,25            |                  |
| Середня температура, °C                       | 4,78             | 3,86             | 4,98             | 10,26            | 15,24            | 19,80            | 22,70            | 22,50            | 18,51            | 15,31            | 10,40            | 6,39             |                  |
| Середній мінімум, °C                          | −0,56            | −1,48            | −0,36            | 4,94             | 9,92             | 14,46            | 18,85            | 18,64            | 14,65            | 11,44            | 6,54             | 2,53             |                  |
| Норма опадів, мм                              | 60               | 56               | 74               | 53               | 45               | 26               | 23               | 30               | 65               | 113              | 92               | 81               |                  |
| Середньомісячна швидкість вітру, м/с          | 2.17             | 2.50             | 2.59             | 2.58             | 2.34             | 2.10             | 2.16             | 2.12             | 1.94             | 2.08             | 2.10             | 2.02             |                  |
| Середньомісячна сонячна радіація, кДж/м²·день | 7448             | 9625             | 11767            | 15824            | 19350            | 21030            | 21800            | 18733            | 15372            | 11157            | 8930             | 7032             |                  |
| --------------------------------------------- | ---------------- | ---------------- | ---------------- | ---------------- | ---------------- | ---------------- | ---------------- | ---------------- | ---------------- | ---------------- | ---------------- | ---------------- | ---------------- |
| Джерело:                                      |                  |                  |                  |                  |                  |                  |                  |                  |                  |                  |                  |                  |                  |